# 奪魂電影
《奪魂電影》（英語：The Hills Run Red）一部2009年美國砍杀电影，由戴夫·帕克執導，大衛·J·傑修編劇，索菲·蒙克、泰德·希根布林克和威廉·桑德勒主演。影片講述了一群朋友試圖尋找一部佚失的恐怖電影，但他們發現自己被電影的娃娃臉連環殺手跟踪，並發現了他們所尋找的電影的一個可怕秘密。
這部電影於2009年9月29日直接製作成DVD發行，獲得了褒貶不一的評價。

## 剧情
电影系学生泰勒对恐怖片《红色之山》非常着迷，该片被认为是有史以来最恐怖的电影，由疯狂的连环杀手“娃娃脸”担任主角。然而，这部电影的导演威尔逊·怀勒·康坎农多年前就失踪了，而且电影没有任何已知的拷贝存在。泰勒的痴迷导致他忽视了他的女朋友塞丽娜，塞丽娜开始与两人的亲密朋友拉洛偷情。当泰勒发现康坎农的女儿亚历克莎在一家夜總會做脱衣舞女时，他决定去见她并询问那部丢失的电影。他找到亚历克莎向她询问了这件事，她给他跳了一段裸体大腿舞，后来把他带回家，他强迫了她。亚历克莎告诉泰勒，电影可能在她父亲在树林里的家中。
泰勒在塞丽娜、拉洛和亚历克莎的陪同下，开车前往康坎农的家。在路上采访了几个人之后，泰勒向亚历克莎倾诉，他推断出塞丽娜和拉洛有感情。后来他和亚历克莎接吻。他们突然被捆绑起来，并被之前采访过的紅脖子袭击，他们威胁要强奸亚历克莎和塞丽娜。此时娃娃脸出现，杀死了袭击者，然后把大家追到树林里，消失了。泰勒闯入房子，发现一个红色的房间，里面有许多悬挂在天花板上的电影胶片，后来他救出了亚历克萨。两人与塞丽娜相遇，但娃娃脸袭击了三人，将泰勒打晕。娃娃脸抓住亚历克莎，塞丽娜逃跑，然而这时亚历克莎命令娃娃脸去追塞丽娜，原来之前那些紅脖子都是她买通的。逃跑时，塞丽娜在一个临时的熏制室发现血淋淋的尸体，她感到很震惊，最终被娃娃脸抓住了。
泰勒醒来后发现自己被绑在轮椅上，身后有许多《红色之山》的电影胶卷，康坎农终于现身了。康坎农透露亚历克莎和他是一伙的，并告诉他影片的惊悚背后的秘密。20年前，因为原来的娃娃脸演员演技不佳，康坎农便让他脱下服装，之后便将他砍死。此后，他把所有的演员都杀死了，他们在荧幕上的死亡变成了现实。由于这个原因，他取消了电影的放映，宣称演员都失踪了。他还透露，娃娃脸是他的儿子，是他和亚历克莎之间乱伦的产物：妻子死后，他对女儿起了淫心，在她13岁时强奸了她，生下了娃娃脸。娃娃脸看着《红色之山》长大，他残害了自己的脸，把面具缝在自己身上，像电影中的人物一样，以取悦他的父亲。当康坎农与泰勒交谈时，亚历克莎开始拍摄她自己的电影，她在谷仓里折磨拉洛，而娃娃脸则强奸了塞丽娜。
康坎农把泰勒带到谷仓，看到女儿在他不在场时擅自拍摄电影，他很生气。他叫来娃娃脸，塞丽娜趁机逃跑。亚历克莎在与父亲争吵时杀死了拉洛，康坎农向她开枪。娃娃脸被亚历克萨的死亡所激怒，背叛了父亲并与他搏斗。泰勒拿着摄像机，说服娃娃脸杀死康坎农。然后，娃娃脸转向泰勒，但就在他杀死泰勒之前，塞丽娜趁用一根长铁杖刺穿了娃娃脸的背部，杀死了他。然而，亚历克莎爬了起来，把塞丽娜和泰勒都打晕了。然后，亚历克莎把泰勒绑起来，强迫他看她剪辑的《红色之山》，感谢他让她成为了一名不再受父亲牵制的导演。随着电影不断循环播放，泰勒解开了他的口塞，开始疯狂地大笑，同时他的血不断地往外流。
在片尾彩蛋中，塞丽娜被亚历克莎囚禁着，她已经怀有娃娃脸的孩子几个月了。亚历克莎把娃娃脸的面具作为礼物送给她未来的孙子，在塞丽娜的尖叫声中给孩子唱起了摇篮曲。